# Bocquegney
Bocquegney település Franciaországban, Vosges megyében. Lakosainak száma 133 fő (2022. január 1.). Bocquegney Mazeley, Bouxières-aux-Bois, Circourt, Darnieulles, Fomerey, Gigney és Hennecourt községekkel határos.

## Népesség
A település népességének változása:
| Lakosok száma | 124  | 131  | 138  | 134  | 134  | 136  | 135  | 134  | 133  |
|               | 2013 | 2015 | 2016 | 2017 | 2018 | 2019 | 2020 | 2021 | 2022 |